# Rio del Rey
Pour les articles homonymes, voir Rio et Rey.

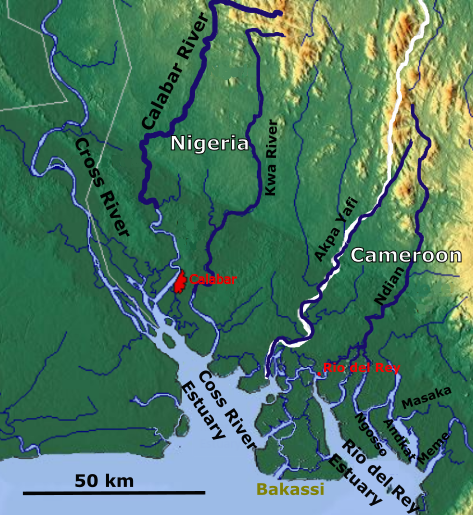

Anse marine bordant à l'est la péninsule de Bakassi, au Cameroun, le Rio del Rey (également appelé Rio del Ray) est une vaste baie, ouverte et peu profonde constituant le fond de la baie du Biafra. Il est dans un bassin versant dans l'estuaire situé au Cameroun, près de sa frontière avec le Nigeria. Il est situé dans la zone orientale du fleuve Niger. Le Rio del Rey a été décrit, non comme une rivière, mais comme un estuaire dans lequel « les deux rivières N'dian et Massaké s'écoulent ». L'explorateur Jean Barbot l'aurait visité à la fin du XVIIe siècle.

## Géographie
L'embouchure du fleuve donne sur une mangrove.

### Les marées
Les marées sont relativement modestes sur la côte plus ou moins rocheuse. En vive-eau, elles atteignent respectivement 3 m en vive-eau et de 2,4 m en morte-eau.